# Michael Di Pasqua

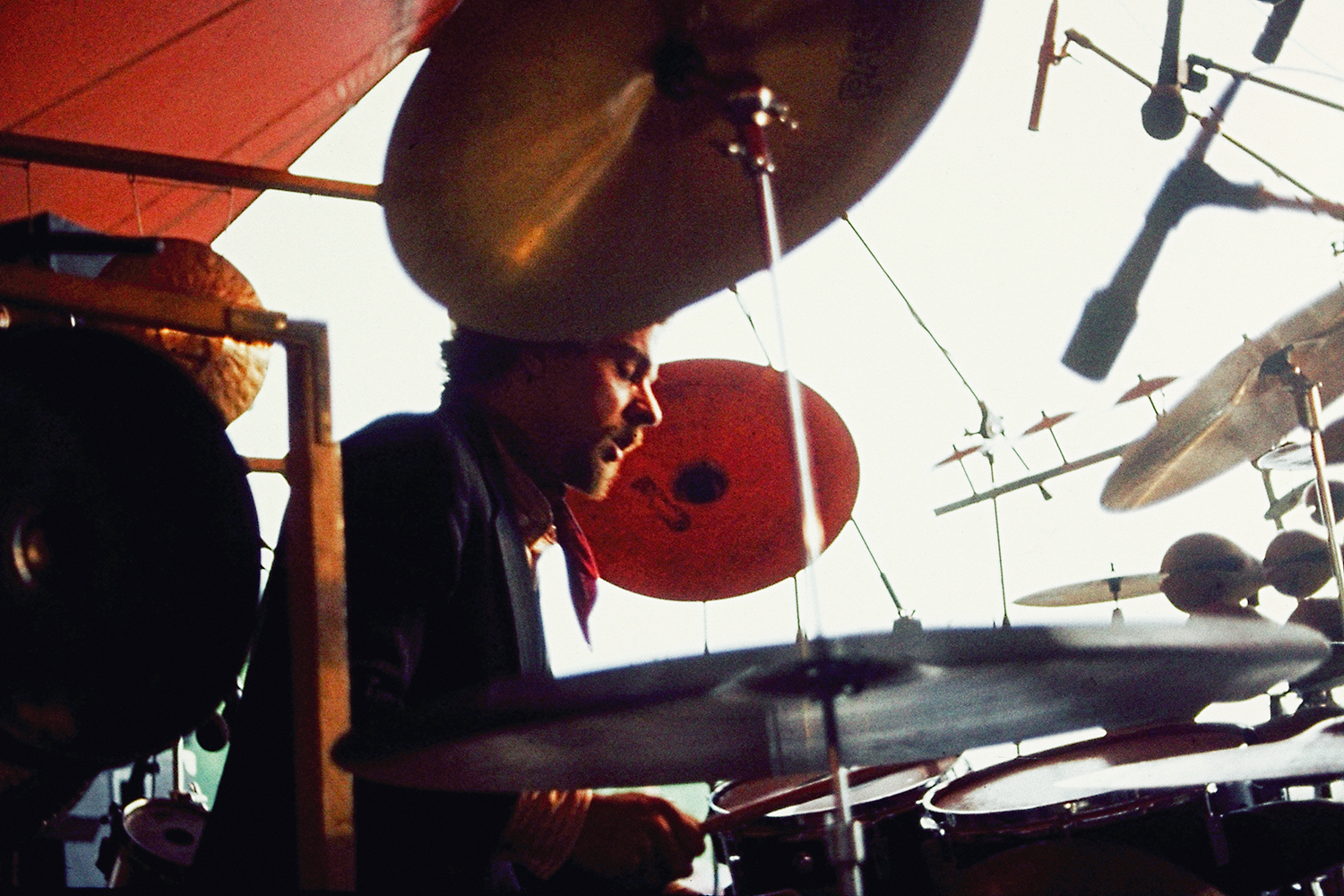
Michael Di Pasqua, 1978 beim Internationalen New Jazz Festival Moers (Moers Festival)

Michael Di Pasqua (* 4. Mai 1953 in Orlando (Florida); † 29. August 2016) war ein US-amerikanischer Schlagzeuger des Modern Jazz.
Bereits mit acht Jahren erhielt Di Pasqua Schlagzeugunterricht und mit zehn Jahren spielte er im Quartett seines Vaters, der Tenorsaxophon spielte. Er studierte in New York City Schlagzeug und arbeitete als Studiomusiker. Zwischen 1976 und 1980 war er neben David Friedman und Dave Samuels Mitglied bei Double Image. Dann spielte er mit Samuels, David Darling und Paul McCandless bei Gallery und spielte mit Ralph Towner das Album Old Friends, New Friends ein. Er war weiterhin an Alben von Eberhard Weber, Jan Garbarek, Zoot Sims, Al Cohn und Gerry Mulligan beteiligt.

## Lexigraphische Einträge
- Ian Carr, Digby Fairweather, Brian Priestley: Rough Guide Jazz. Der ultimative Führer zur Jazzmusik. 1700 Künstler und Bands von den Anfängen bis heute. Metzler, Stuttgart/Weimar 1999, ISBN 3-476-01584-X.
- Wolf Kampmann (Hrsg.), unter Mitarbeit von Ekkehard Jost: Reclams Jazzlexikon. Reclam, Stuttgart 2003, ISBN 3-15-010528-5.